# Луківська сільська рада (Калуський район)
| Луківська сільська рада — орган місцевого самоврядування у Калуському районі Івано-Франківської області з адміністративним центром у с. Лука. Утворена 9 липня 1991 року. Водоймища на території, підпорядкованій даній раді: річка Дністер. Сільській раді підпорядковані населені пункти: - с. Лука - с. Діброва - с. Цвітова |

## Склад ради
Рада складається з 14 депутатів та голови.

### Керівний склад ради
| ПІБ                     | Основні відомості                                                                | Дата обрання | Дата звільнення |
| ----------------------- | -------------------------------------------------------------------------------- | ------------ | --------------- |
| Киращук Петро Дмитрович | Сільський голова, 1956 року народження, освіта, член Української Народної Партії | 26.03.2006   | 31.10.2010      |
| Киращук Петро Дмитрович | Сільський голова, 1956 року народження, освіта, безпартійний                     | 31.10.2010   |                 |

Примітка: таблиця складена за даними джерела